# Irvingia grandifolia
Irvingia grandifolia är en tvåhjärtbladig växtart som först beskrevs av Adolf Engler, och fick sitt nu gällande namn av Adolf Engler. Irvingia grandifolia ingår i släktet Irvingia och familjen Irvingiaceae. Inga underarter finns listade i Catalogue of Life.